# Miðgarðsormr

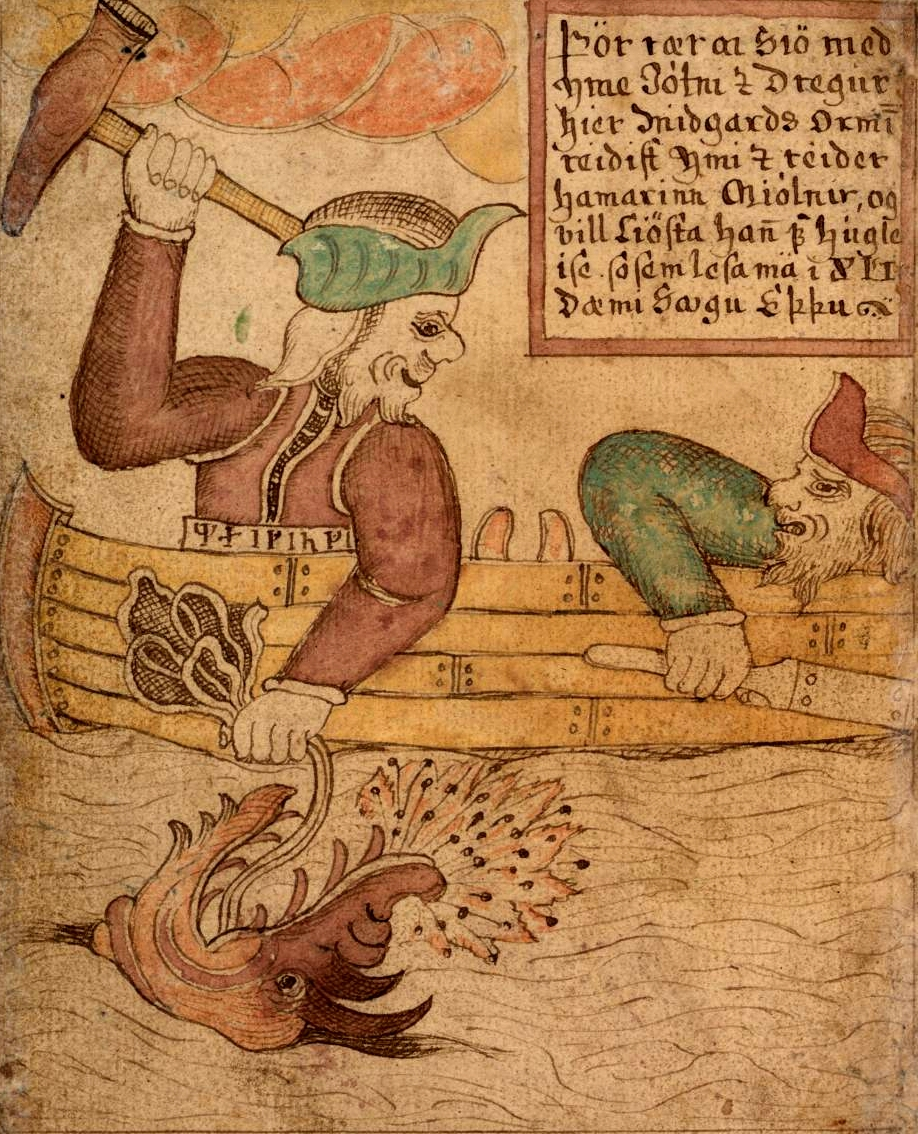
Thor e Hymir mentre affrontano Miðgarðsormr.

Miðgarðsormr ("serpe di Miðgarðr") è un enorme e mostruoso serpente che compare nella mitologia norrena, noto anche come Jǫrmungandr [ˈjɔrmunˌɡandʀ] (il cui significato è interpretabile, ma parallelo al significato dell'epiteto precedente).
La leggenda narra che sia talmente lungo da poter avvolgere il mondo con il suo corpo.

## Aspetto
Jormungandr, come descritto dagli antichi miti nordici, sarebbe un colossale drago o serpente che abita nell'oceano, con un  corpo talmente lungo da circondare l'intero mondo, e per tanto più lungo della circonferenza della Terra stessa. 
In alcune raffigurazioni Jormungand viene disegnato con zampe anteriori, quindi come un Lindworm, mentre in altre descrizioni è privo di arti, risultando quindi più serpentino.

## Il mito

### La nascita
Jormungand viene generato dal dio Loki, unitosi alla gigantessa Angrboða, assieme ai suoi due fratelli: il grande lupo Fenrir e la regina dei morti Hel. Esso era un gigantesco serpente marino dotato di un veleno formidabile. Tutti e tre vengono allevati in Jötunheimr, la terra dei giganti, finché gli dei non ne vennero a conoscenza. Le profezie annunciavano che da una simile progenie non sarebbero venuti che guai, per questo Odino ordina che i figli di Loki vengano portati al suo cospetto, perché si possa decidere come neutralizzarli. Stabilisce quindi di scagliare il serpente del mondo nel profondo delle acque. Nessuno, però, riesce a portare a termine questa impresa, con l'eccezione di Thor, il dio del Tuono, che da allora sarà nemico giurato di Jormungand. Recluso negli abissi marini, col passare del tempo iniziò a crescere talmente tanto da poter avvolgere il mondo col suo intero corpo. 

### Sotto forma di gatto

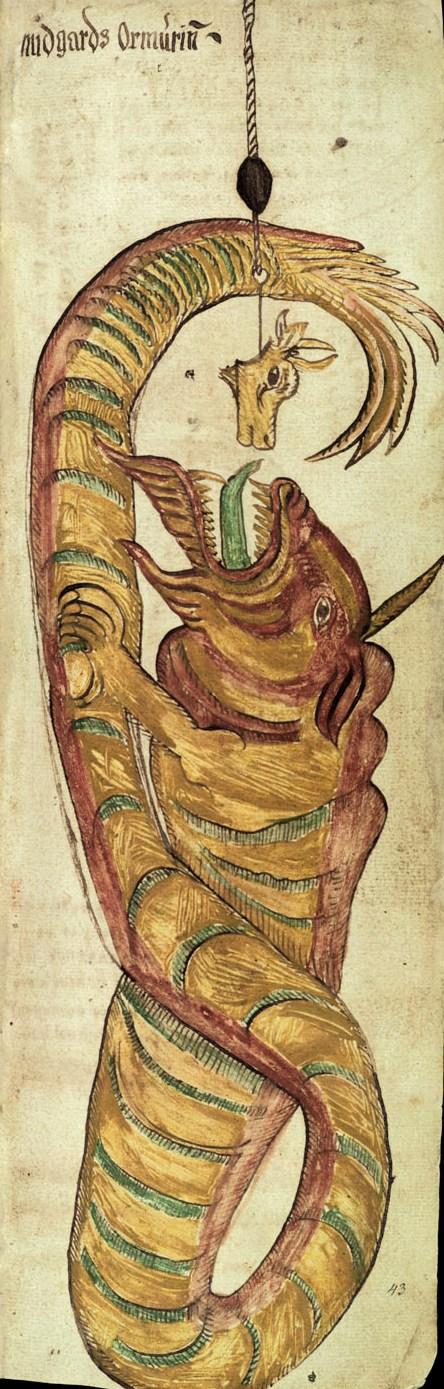
Miðgarðsormr mentre abbocca alla testa di toro usata da Thor come esca

Il principale nemico del serpente del mondo è il dio del tuono Thor. In una spedizione che Thor e Loki compiono presso un gigante di nome Útgarða-Loki, quest'ultimo sfida le due divinità a una serie di prove di forza. Una è quella, apparentemente elementare, di sollevare il gatto della casa, impresa in cui Thor, nonostante la sua immensa vigorìa, riesce solo con grandissima fatica a sollevare una zampa del gatto. In realtà le prove si svolgevano sotto un incantesimo, e le sembianze del gatto celavano Jörmungandr, che Thor aveva senza rendersi conto sollevato in alto sino a fargli toccare il cielo.

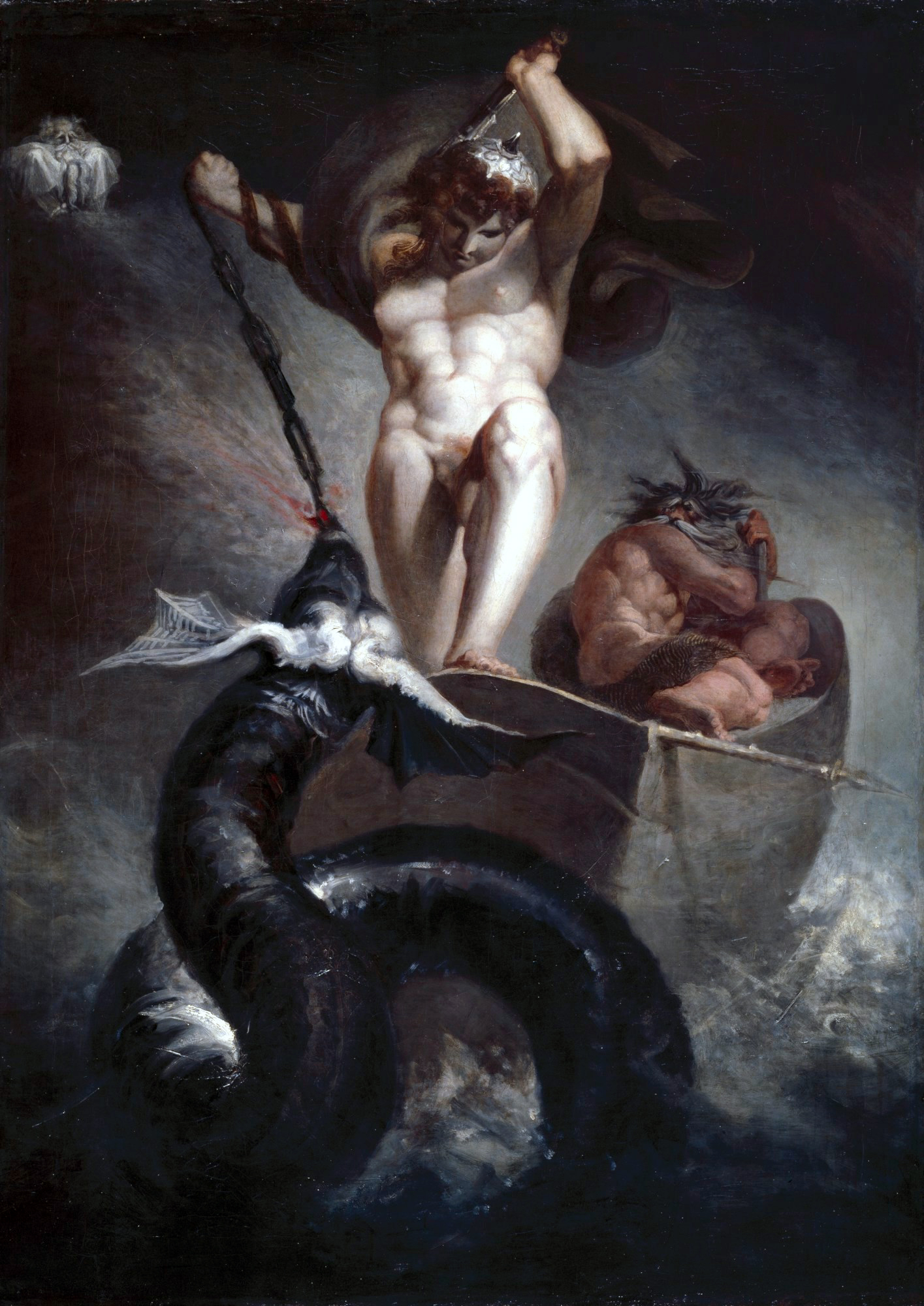
Thor sta per colpire Miðgarðsormr (dipinto di Johann Heinrich Füssli)

### La pesca di Thor
Thor si scontra nuovamente col Miðgarðsormr in occasione di una visita che compie dal gigante Hymir, assieme al dio Týr, figliastro del gigante. Hymir e Thor si recano insieme a pesca, per procurare la cena, in un'atmosfera di scarsa collaborazione, perché Thor è nemico di tutti i giganti e Hymir non crede nella forza di Thor. Mentre Hymir pesca senza troppa difficoltà due balene, Thor (secondo alcuni testi usando come esca la testa di un bue di nome Himinrjótr) cattura all'amo nientemeno che il Miðgarðsormr, che riesce persino a tirar su dagli abissi marini. Mentre Thor già si prepara a vibrare col suo martello un colpo mortale alla serpe, Hymir, terrorizzato dalla lotta furibonda tra il dio e il mostro, recide la lenza col suo coltello, suscitando tra l'altro l'ira di Thor che, furibondo col gigante per avergli fatto perdere la preda, scagliò con forza Hymir nel mare, dal quale non sarebbe mai più riemerso.
Secondo alcune fonti il Miðgarðsormr riesce quindi a tornare sul fondo dell'oceano, in attesa di un futuro scontro con Thor. Secondo altre, che probabilmente riportano una versione maggiormente antica, Thor scaglia comunque il suo martello, riuscendo a staccare la testa alla bestia, uccidendola. Questa versione sarebbe stata "corretta" in seguito, immaginando che il Miðgarðsormr riesca a salvarsi, per giustificare la sua presenza al Ragnarǫk.

### La lotta finale
Il Miðgarðsormr sorgerà dalle acque quando giungerà il Ragnarǫk, la fine del mondo, quando tutti i legami saranno sciolti. Infurierà sull'acqua e sulla terra, soffiando il suo terribile veleno e contaminando così l'intero mondo. Ingaggerà quindi una battaglia mortale con Thor. Questi riuscirà ad abbatterlo, ma dopo averlo colpito alla gola non riuscirà a sopravvivere più di nove passi dopo la vittoria, ucciso dal veleno del serpente.
Nella partecipazione del Miðgarðsormr al Ragnarǫk, alcuni studiosi vedono un influsso da parte dell'Apocalisse cristiana, dove si parla della venuta di una Bestia del mare, ma in realtà si tratta di due creature completamente diverse.

## Nella cultura di massa

### Musica
- La copertina dell'album degli Amon Amarth Twilight of the Thunder God ritrae Thor che combatte con il serpente.

- La canzone dei Brothers of Metal Powersnake dell'album  Emblas Saga  parla proprio di Jormungand

### Giochi
- Nel gioco da tavolo Warhammer 40000, la Jormungandr è una flotta alveare, appartenente alla razza aliena dei Tiranidi, che attacca mondi e settori planetari avvolgendoli come fosse un gigantesco serpente.
- Nel gioco di carte collezionabili Yu-Gi-Oh esiste un mostro di nome Jormnungandr, ispirato a questa creatura

### Videogiochi
- In StarCraft Jormungand Brood è il nome di una nidiata Zerg comandata da Araq.
- In Age of Mythology l'anguilla di Jormund è un'unità mitica addestrabile dai popoli della cultura nordica. Tali serpenti sarebbero appunto i figli dell'enorme Jormungand, e pur essendo lunghi 20 metri risultano estremamente piccoli se confrontati al loro titanico patriarca.
- In Boktai 2, il boss finale del gioco è l'"Ancestor Piece" Jormungandr, un enorme e immortale serpente sigillato nelle profondità della Terra sotto la città di San Miguel.
- In Tomb Raider: Underworld, la Serpe di Midgard è un macchinario che tiene in equilibrio il mondo.
- In Final Fantasy XV, uno dei nemici contro il quale si può combattere è Jǫrmungandr, rappresentato come un gigantesco drago acquatico.
- In Final Fantasy VI può essere utilizzato come invocazione; in Final Fantasy X nella Piana della Bonaccia è presente un mostro particolare con sembianze di serpente chiamato proprio Jurmungandr; in Final Fantasy XII Miðgarðsormr è il bersaglio da eliminare in una delle missioni secondarie de "la caccia al ricercato", mentre in Final Fantasy XIV Miðgarðsormr è il boss finale del dungeon Keeper of The Lake.
- In Final Fantasy VII dopo essere usciti dall'area metropolitana di Midgar si può essere attaccati da un serpente enorme: il suo nome è Midgar Zolom (derivativo di Miðgarðsormr).
- In God of Thunder, Jormungand compare come boss finale del primo episodio shareware.
- In Too Human, lo Jormungand è un'immensa macchina da guerra costruita dagli Hymir che gli Aesir Baldr e Thor devono recuperare.
- In The Ocean Hunter, il boss del sesto livello si chiama Miðgarðsormr e il suo aspetto è quello di un lombrico dalle dimensioni mastodontiche.
- In God of War, il Jǫrmungandr dei miti norreni assiste e supporta più volte Kratos e il suo giovane figlio Atreus.
- In God of War Ragnarok, combatterà contro Thor e il loro scontro spedirà il serpente indietro nel tempo.
- Nel MOBA Smite Jormungandr è uno dei personaggi giocabili.
- In For Honor, gli Jormungandr sono una setta di guerrieri vichinghi armati di pesanti martelli Hamarr.
- Nel videogioco Cassette Beasts vi è un mostro creato che pare ispirato proprio allo Jormungandr.

### Anime
- In I Cavalieri dello zodiaco il Cavaliere di Asgard Thor indossa un'armatura che rappresenta il mostro.
- Jormungand prende il nome da questa creatura.
- Nella prima stagione di Digimon Adventure appare un MegaSeadramon durante la saga di Myotismon, messo da lui sul ponte di Odaiba per bloccare le navi che tentavano di scappare per il fiume.
- Nell'anime e manga Vinland Saga Jormungandr viene menzionato nelle fasi iniziali della storia.

### Fumetti
- Nel crossover Fear Itself della Marvel Comics, un ignoto e dimenticato fratello di Odino di nome Cul, chiamato "il Serpente di Midgard", attacca la Terra e nel combattimento finale si trasforma in una gigantesca viverna; alla fine viene ucciso da Thor, che muore dopo aver fatto nove passi.